# Дебёсское (сельское поселение)
Дебёсское сельское поселение — упразднённое муниципальное образование со статусом сельского поселения в Дебёсском районе Удмуртии Российской Федерации.
Административный центр — село Дебёсы.
Законом Удмуртской Республики от 30.04.2021 № 40-РЗ к 23 мая 2021 года упразднено в связи с преобразованием муниципального района в муниципальный округ.

## История
Статус и границы сельского поселения установлены законом Удмуртской Республики от 14 июля 2005 года № 45-РЗ «Об установлении границ муниципальных образований и наделении соответствующим статусом муниципальных образований на территории Дебёсского района Удмуртской Республики»

## Население
| 2010  | 2012  | 2013  | 2014  | 2015  | 2016  | 2017  |
| ----- | ----- | ----- | ----- | ----- | ----- | ----- |
| 5969  | ↗6027 | ↘5991 | ↘5924 | ↗5968 | ↗6044 | ↗6168 |
| 2018  | 2019  | 2020  | 2021  |       |       |       |
| ↘6146 | ↘6120 | ↘6048 | ↘5859 |       |       |       |

## Состав сельского поселения
| № | Населённый пункт | Тип населённого пункта       | Население |
| - | ---------------- | ---------------------------- | --------- |
| 1 | Дебёсы           | село, административный центр | ↘5663     |
| 2 | Малая Чепца      | деревня                      | ↘196      |